# Águilas Cibaeñas
Uniformes
Les Águilas Cibaeñas sont un club dominicain de baseball de la Ligue dominicaine de baseball hivernal. Champion de République dominicaine à 20 reprises, le club compte 5 succès en Série des Caraïbes.
Basés à Santiago de los Caballeros, les Águilas Cibaeñas évoluent à domicile à l'Estadio Cibao, enceinte de 18 000 places inaugurée en 1958.

## Palmarès
- Champion de République dominicaine (20) : 1952, 1965, 1967, 1972, 1975, 1976, 1978, 1979, 1986, 1987, 1993, 1996, 1997, 1998, 2000, 2001, 2003, 2005, 2007, 2008, 2018
- Vice-champion de République dominicaine (15) : 1953, 1956, 1961, 1964, 1970, 1974, 1977, 1981, 1983, 1984, 1990, 1994, 1995, 2002, 2006.
- Vainqueur de la Série des Caraïbes (5) : 1997, 1998, 2001, 2003, 2007.

## Histoire
Le club est fondé en 1936.